# Andy Graham
Andrew Graham (Glasgow, Escocia, 22 de septiembre de 1983), futbolista escocés. Juega de defensa y su actual equipo es el Dumbarton FC de la Scottish Championship de Escocia. 

## Clubes
| Club                | País    | Año       |
| ------------------- | ------- | --------- |
| Stirling Albion     | Escocia | 2005-2010 |
| Hamilton Academical | Escocia | 2010-2011 |
| Greenock Morton     | Escocia | 2011-2012 |
| Dumbarton FC        | Escocia | 2012-     |